# Malice (województwo świętokrzyskie)
Malice – wieś w Polsce położona w województwie świętokrzyskim, w powiecie sandomierskim, w gminie Obrazów.
W latach 1975–1998 miejscowość administracyjnie należała do województwa tarnobrzeskiego.

## Części wsi
| SIMC    | Nazwa    | Rodzaj    |
| ------- | -------- | --------- |
| 0800893 | Gajek    | część wsi |
| 0800901 | Jatki    | część wsi |
| 0800918 | Sachalin | część wsi |

## Historia
Wiek XV – własność biskupów krakowskich, jak podaje Długosz ma 9 łanów kmiecych (Długosz L.B. t.II s.317).
Były wsią biskupstwa krakowskiego w województwie sandomierskim w ostatniej ćwierci XVI wieku.
Wiek XIX Malice to wieś nad rzeką Żurawką w powiecie sandomierskim gminie Samborzec, parafii Obrazów. Odległe o 7 wiorst od Sandomierza.
Według Słownika geograficznego Królestwa Polskiego z roku 1885 Malice posiadały 38 domów, 250 mieszkańców, 546 mórg obszaru.